# Харцер, Вальтер
Вальтер Харцер (нем. Walter Harzer; 29 сентября 1912, Штутгарт, Германия — 29 мая 1982, Штутгарт, Германия) — оберфюрер СС, кавалер Рыцарского креста Железного креста.

## Карьера
С ноября 1930 года вступает в НСДАП (№ 477371), 1 ноября 1931 — в СС (№ 23101). С августа 1933 по март 1934 служит в армии в пехоте, а с мая по ноябрь — в Главном управлении СД.. С 9 ноября 1934 командир взвода, с 1 апреля 1934 — роты в составе штандарта СС «Дойчланд». С ноября 1939 года назначен инструктором по тактике в юнкерском училище СС в Брауншвейге, с 12 марта 1941 — в унтер-офицерском училище СС в Радольфцелле.
12 июня 1941 назначен командиром 2-го батальона 4-го пехотного полка СС. С 11 июля 1942 переведён в штаб 57-го танкового корпуса.
С 22 февраля 1943 — старший адъютант штаба 10-й танковой дивизии СС «Фрундсберг». С апреля 1943 начальник оперативного отдела, а с 29 августа — командир 9-й танковой дивизии СС «Хоэнштауфен». С октября 1944 начальник штаба 5-го горного корпуса СС. 24 ноября 1944 назначен командиром 4-й полицейской дивизия СС, которой командовал до конца войны с небольшим перерывом.
После окончания войны принимал активное участие в деятельности ХИАГ, восстанавливая историю войск СС.

## Звание
- Унтерштурмфюрер — 27 сентября 1937
- Оберштурмфюрер — 30 января 1939
- Гауптштурмфюрер — 16 мая 1940
- Штурмбаннфюрер — 20 апреля 1943
- Оберштурмбаннфюрер — 30 января 1944
- Штандартенфюрер — 30 ноября 1944
- Оберфюрер — 20 апреля 1945

## Награды
- Медаль «В память 13 марта 1938 года»
- Медаль «В память 1 октября 1938 года»
- Нагрудный штурмовой пехотный знак
- Железный крест 2-го класса (29 сентября 1939)
- Железный крест 1-го класса (26 октября 1941)
- Восточная медаль
- Немецкий крест в золоте (19 августа 1944)
- Рыцарский крест (21 сентября 1944)
- Кольцо «Мёртвая голова»
- Медаль «За выслугу лет в НСДАП» в бронзе